# 惇怡皇貴妃

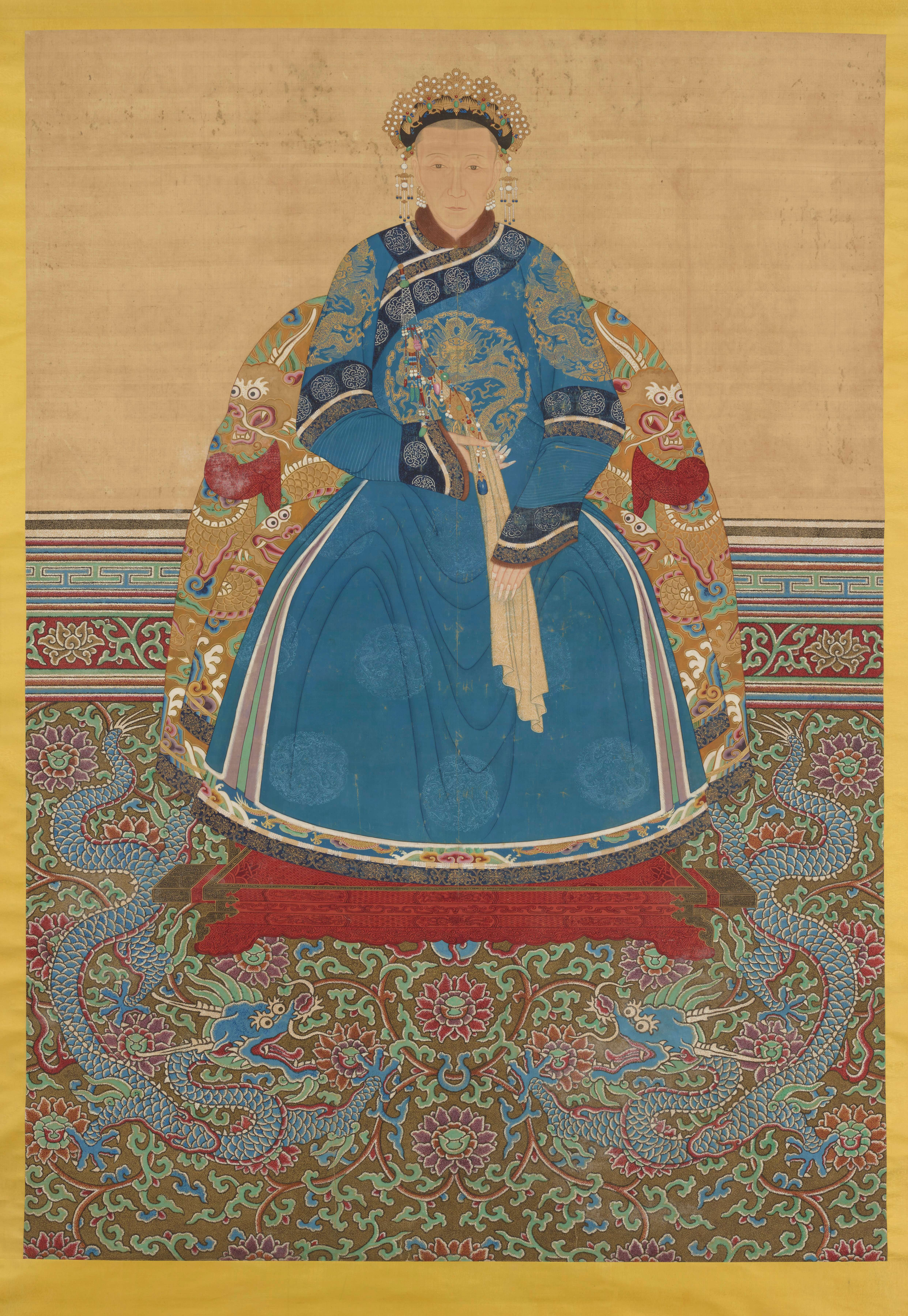
惇怡皇貴妃

惇怡皇貴妃（とんいこうきひ、1683年 - 1768年）は、清の康熙帝の側室。満洲鑲紅旗の出身。姓はグワルギャ（瓜爾佳）氏（Gūwalgiya hala）。

## 経歴
三品協領のグマン（祜満）の娘。康熙39年12月（西暦で1701年）、「和嬪」に封ぜられた。翌年（西暦で同年）、女子を1人産んだが夭逝した。康熙57年12月（西暦で1719年）、和妃に封ぜられた。
雍正元年（1723年）、「先帝への奉仕が最も謹慎であった」として、皇考貴妃に尊封された。しかしその当時、雍正帝と密接な関係にあるという噂が絶えなかった。雍正帝は、自ら書いた『大義覚迷録』で姦通について否定した。
乾隆帝の即位後、「皇祖温恵貴太妃」に尊封された。乾隆7年（1742年）、「皇祖温恵皇貴太妃」に尊封された。
乾隆33年（1768年）、薨去した。「惇怡」の諡号を贈られ、景陵の双妃園（愨恵皇貴妃との墓園）に葬られた。

## 息女
- 皇十八女（1701年生没）

## 伝記資料
- 『清聖祖実録』
- 『清史稿』
- 『和嬪冊文』
- 『和妃冊文』
- 『尊封佟貴妃皇貴妃、和妃貴妃上諭』康熙61年12月
- 『温恵皇貴太妃冊文』